# Rufo (cônsul em 457)
Flávio Rufo (em latim: Flavius Rufus) foi um oficial bizantino do século IV, ativo durante o reinado do imperador Marciano (r. 450–457). Nada se sabe sobre ele, exceto que foi cônsul posterior em 457 ao lado do prefeito pretoriano do Oriente Constantino.